# Mus saxicola
Mus saxicola (Миша каменелюбна) — вид роду мишей (Mus).

## Поширення
Країни проживання: Індія, Непал, Пакистан. Живе від рівня моря до 1000 м над рівнем моря.

## Екологія
Це нічний, наземний вид. Живе тропічних і субтропічних сухих листяних, чагарникових лісах. Часто займає піщані, щебнисті, скелясті місця проживання, пасовища, землі інтенсивного сільського господарства.